# Huw Watkins
Huw Thomas Watkins MBE (* 13. Juli 1976) ist ein britischer Komponist und Pianist. In Südwales geboren, studierte er Klavier und Komposition an der Chetham School of Music in Manchester, wo er Klavierunterricht bei Peter Lawson erhielt. Danach studierte er Musik am King’s College in Cambridge, wo er Unterricht in Komposition bei Robin Holloway und Alexander Goehr nahm. Seinen Master of Music in Komposition erwarb er am Royal College of Music, wo er bei Julian Anderson studierte. Huw Watkins wurde am Royal College of Music mit dem Constant and Kit Lambert Junior Fellowship ausgezeichnet, wo er Komposition lehrt. Derzeit ist er Honorary Research Fellow an der Royal Academy of Music.

## Karriere
1999 spielte das Nash Ensemble die Uraufführung von Faber Music in Auftrag gegebene Sonate für Cello und acht Instrumente von Watkins. Eine Rezension in der Times kommentierte, „mit 22 ist Huw Watkins bereits ein Komponist, mit dem gerechnet werden muss“. Das Werk wurde seitdem von der Birmingham Contemporary Music Group in London, Paris, Kopenhagen und Aldeburgh unter der Leitung von Sakari Oramo und Peter Rundel aufgeführt.
Im Jahr 2000 fand die Uraufführung von Watkins Sinfonietta durch das BBC National Orchestra of Wales unter der Leitung von Grant Llewellyn satt. Ein Resultat der Zusammenarbeit war der Auftrag eines Klavierkonzerts. Diese wurde im Mai 2002 mit Watkins am Klavier unter Martyn Brabbins uraufgeführt.
Zu seinen Werken zählt ein Nocturne für Solo-Horn und Kammerorchester, das im März 2002 von David Jolley und dem Cincinnati Chamber Orchestra unter Mischa Santora erstmals aufgeführt und aufgenommen wurde. Seine Cellosonate nahm er mit seinem Bruder Paul Watkins für Nimbus Records auf einer CD mit britischer Cellomusik des 20. Jahrhunderts auf. Das Streichquartett Nr. 3, für das Belcea Quartet geschrieben, wurde von diesem 2004 in der Londoner Wigmore Hall uraufgeführt.
Zu den jüngeren Werken gehört das London Concerto, welches 2005 vom London Symphony Orchestra anlässlich seines 100-jährigen Bestehens in Auftrag gegeben wurde. Des Weiteren ein Rondo für die Birmingham Contemporary Music Group; ein Auftragswerk für das 40-jährige Bestehen des Nash Ensemble und ein Doppelkonzert für Viola, Cello und Orchester, das 2005 bei den BBC Proms Premiere hatte. Seine Komposition Dream wurde von der Britten Sinfonia auf deren eigenem Label auf dem Album Songs of the Sky veröffentlicht. 2014 hatte das von Ty Cerdd in Auftrag gegebene On the Hand – Konzert für Blasorchester und 2 Jazztrompeten für die National Youth Brass Band of Wales seine Weltpremiere.

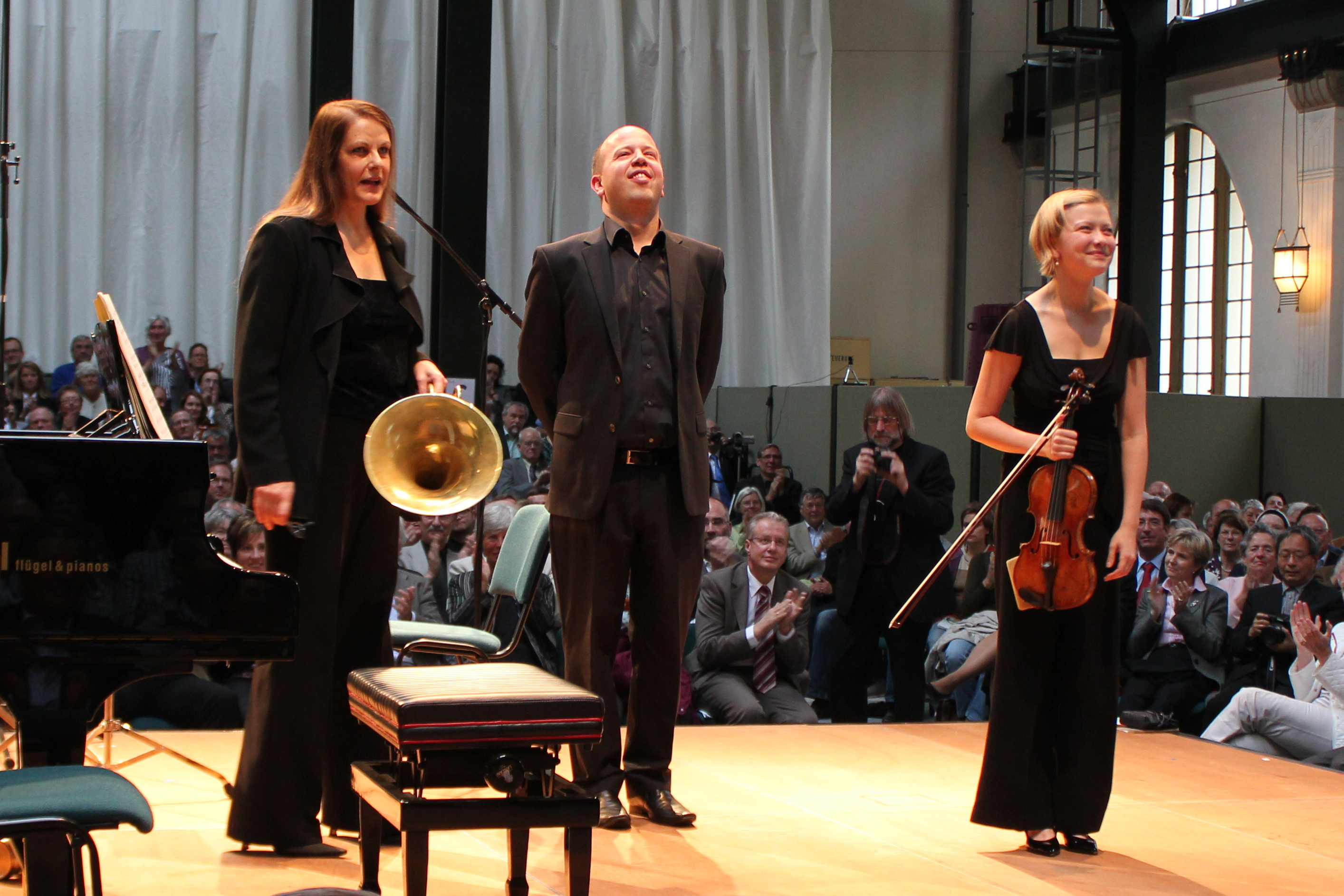
Applaus für Huw Watkins Trio für Violine, Horn und Klavier beim Festival Spannungen 2011. Aufführende Marie-Luise Neunecker, Huw Watkins und Alina Ibragimova

Kammermusik spielte für Watkins schon immer eine zentrale Rolle: 2001 wurde sein Streichquartett Nr. 2 beim Cheltenham Festival vom Petersen-Quartett uraufgeführt. Das Brahms Ensemble Hamburg übernahm die Uraufführung seiner Variationen über ein Schubert-Lied beim Gstaad Festival. Zusammen mit Lawrence Power führte er seine Fantasy für Viola und Klavier im Jahr 2006 zum ersten Mal auf. Sein Streichquartett Nr. 3 schrieb für das Belcea Quartet, das im Februar 2004 in der Wigmore Hall seine Premiere feierte. Am gleichen Ort führte das Nash Ensemble 2005 sein Auftragskonzert erstmals auf. Alina Ibragimova übernahm die Weltpremiere seiner Partita für Solovioline. Diese Sendung wurde im Rahmen der Mittagskonzertserie 2006 von BBC Radio 3 übertragen.
Liedkompositionen stehen ebenfalls in seinem Interesse. Watkins „Set“ für Tenor und Streichquartett von Dylan Thomas’ In My Craft or Sullen Art wurde im Mai 2007 von Mark Padmore und dem Petersen-Quartett in der Wigmore Hall uraufgeführt. Die drei Auden-Songs von Watkins wurden von Mark Padmore in Auftrag gegeben. Die Five Larkin Songs (2010), die von Carolyn Sampson uraufgeführt wurden, erhielten den British Composer Award 2011 in der Kategorie „Vokalwerke“.
2011 war er Composer in Residence beim Kammermusikfestival Spannungen in Heimbach.
Als Pianist ist Huw Watkins regelmäßig bei BBC Radio 3 zu hören, sowohl als Solist als auch mit Künstlern wie Alina Ibragimova, Daniel Hope, Nicholas Daniel und Alexandra Wood. Er hat Werke von Alexander Goehr, Peter Maxwell Davies und Mark-Anthony Turnage uraufgeführt. Als Solist konzertierte er mit dem BBC Symphony Orchestra und dem Orchestra of the Swan sowie der Britten Sinfonia. Für EMI Classics nahm er den Liedzyklus The Lover in Winter von Thomas Adès mit dem Countertenor Robin Blaze auf, und seine Aufnahme zeitgenössischer britischer Musik für Violine und Klavier mit Alexandra Wood wurde 2005 bei Usk veröffentlicht. Für Wergo nahm er den Klavierzyklus Symmetry Disorders Reach von Alexander Goehr auf. Watkins Violinkonzert wurde am 17. August 2010 bei den Proms von Alina Ibragimova uraufgeführt, für die es geschrieben wurde.

## Ausgewählte Werke

### Werke für Orchester und großes Ensemble
- Sinfonietta für Orchester (2000)
- Nocturne für Horn und Kammerorchester (2001)
- Klavierkonzert (2002)
- Doppelkonzert für Viola, Cello und Orchester (2005)
- London Concerto für Violine, Fagott, Harfe und Orchester (2005)
- Rondo für Kammerensemble (2005)
- Hymne für Orchester (2005)
- Broken Consort für Ensemble (2008)
- Crime Fiction eine Kammeroper in einem Akt (2008)
- Violinkonzert (2010)

### Kammermusik, Werke für kleines Ensemble und Solowerke
- Coruscation and Reflection für Violine und Klavier (1998)
- Sonate für Cello und acht Instrumente (1999)
- Sonate für Cello und Klavier (2000)
- Zwei Choräle für Klarinette und Klavier (2000)
- Four Spencer Pieces für Klavier (2001)
- Streichquartett Nr. 2 (2001)
- Romanze für Violine und Klavier (2003)
- Streichquartett Nr. 3 (2004)
- Gig für Flöte, Klarinette, Harfe und Streichquartett (2005)
- Pièce d'orgue für Solo-Orgel (2005)
- Dream für Klarinette, Violine und Klavier (2006)
- Fanfaren für Sopransaxophon und Klavier (2006)
- Partita für Solo-Violine (2006)
- Fantasie für Viola und Klavier (2006)
- Suite für Harfe (2006)
- In My Craft or Sullen Art für Tenor und Streichquartett (2007)
- Präludium für Solo-Cello (2007)
- Sad Steps für Klavier und Streichsextett (2008)
- Miniaturen für Viola und Klavier (2009)
- Drei Walisische Lieder für Streicher (2008–2009)
- Drei Auden-Lieder für Tenor und Klavier (2009)
- Trio für Horn, Violine und Klavier (2008)
- Speak Seven Seas für Klarinette, Bratsche und Klavier (2011)
- Streichquartett (2013)